# Lorraine-Dietrich Type VHH

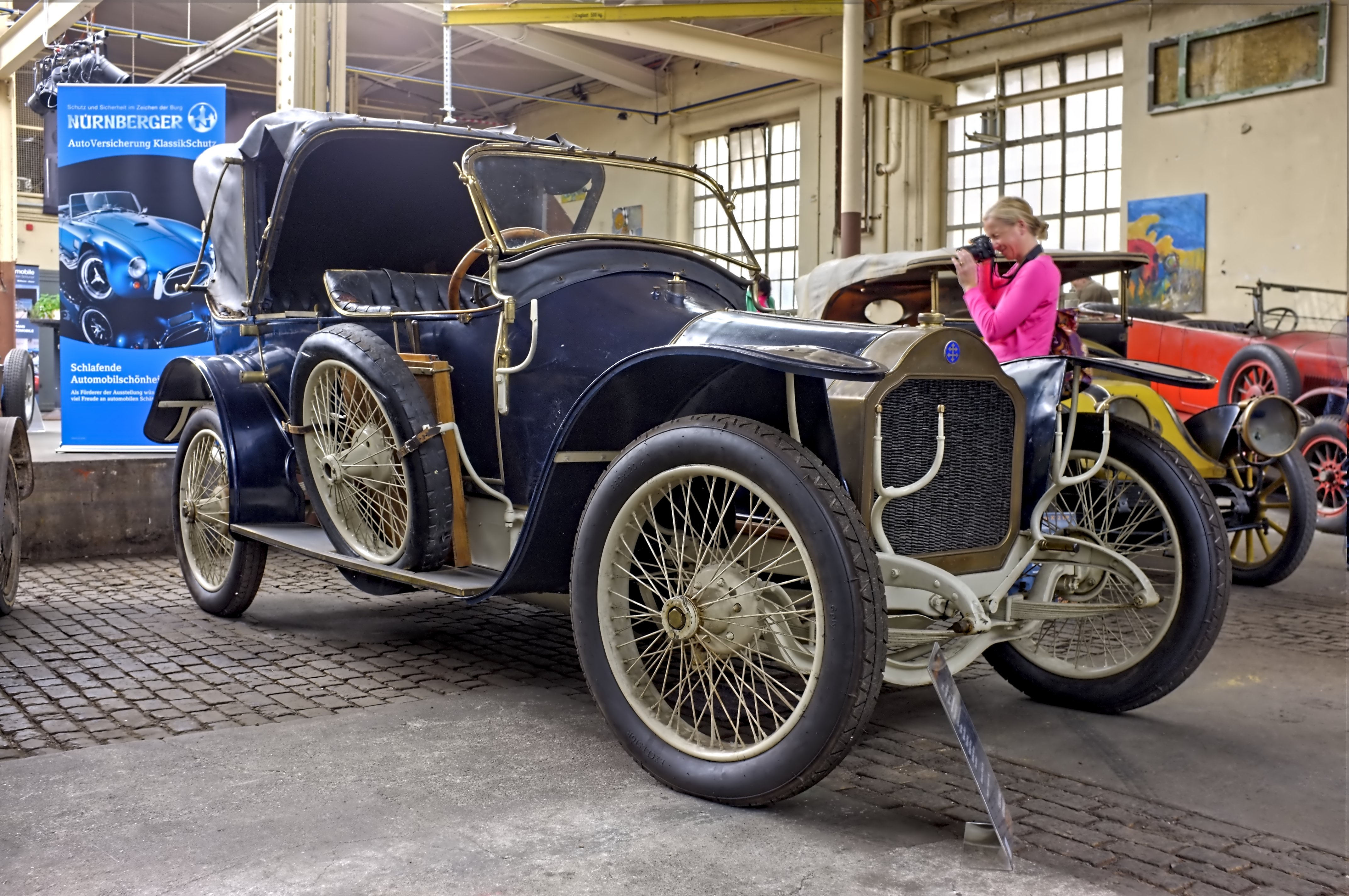
Lorraine-Dietrich Type VHH

Der Lorraine-Dietrich Type VHH ist ein Pkw-Modell der 1910er Jahre. Hersteller war Lorraine-Dietrich in Frankreich.

## Beschreibung
Das Fahrzeug wurde von 1911 bis 1914 angeboten. Die offizielle Zulassung durch die nationale Behörde ist auf den 8. Juni 1910 datiert. Vorgänger war der Type VFH. Nach dem Ersten Weltkrieg folgte der A 1.6.
Der Motor entstand nach einer Lizenz von Turcat-Méry. Er ist ein Vierzylinder-Reihenmotor. Er ist als Monoblockmotor mit SV-Ventilsteuerung ausgeführt. 90 mm Bohrung und 130 mm Hub ergeben 3308 cm³ Hubraum. Der Motor war in Frankreich steuerlich mit 16 CV.
Der Motor ist vorn längs im Fahrgestell eingebaut. Er treibt über ein Vierganggetriebe und eine Kardanwelle die Hinterachse an. Die Bremse wirkt zeittypisch nur auf die Hinterräder.
Das Fahrgestell hat 3168 mm Radstand und 1400 mm Spurweite.
Bekannt sind Aufbauten als Torpedo mit vier Türen. Mit so einem Aufbau wiegt das Fahrzeug etwa 1260 kg. Ein erhaltenes Fahrzeug steht in der Cité de l’Automobile in Mülhausen, dort als Landaulet bezeichnet. Ein Torpedo wurde 2008 für 47.654 Euro versteigert.